# 多洛雷斯 (科罗拉多州)
多洛雷斯（英語：Dolores），是美国科罗拉多州蒙特苏马县下属的一座城市。建市于1900年7月19日，面积大约为0.728平方英里（1.886平方公里）。根据2010年美国人口普查，该市有人口936人。2011年估计该市有人口933人，相比2010年人口增长率为-0.32%。同时，论人口该市是科罗拉多州第147大城市。